# Palliduphantes gypsi
Palliduphantes gypsi là một loài nhện trong họ Linyphiidae.
Loài này thuộc chi Palliduphantes. Palliduphantes gypsi được miêu tả năm 2003 bởi Ribera & De Mas.